# Niels Giffey
Niels Giffey (Berlim, 8 de junho de 1991), é um basquetebolista profissional alemão que atualmente joga pelo Žalgiris Kaunas. O atleta tem 2,01m de altura, pesa 93 kg atuando na posição ala. Jogou no basquetebol universitário por Connecticut Huskies alcançando a marca de 4.6 pontos, 0.6 assistências e 2.5 rebotes por partidas.

## Prêmios e homenagens
- Seleção da Alemanha:
  - Copa do Mundo de Basquetebol Masculino:
    -  Medalha de ouro (2023)